# Douglas DC-7
Douglas DC-7 – amerykański samolot pasażerski i transportowy, produkowany przez firmę Douglas Aircraft Company w latach 1953–1958. Wyprodukowano ponad 330 egzemplarzy tego samolotu, około 40 nadal jest eksploatowanych. To jeden z ostatnich wielosilnikowych pasażerskich samolotów komunikacyjnych wyposażony w silniki gwiazdowe i cechujący się dużym zasięgiem oraz bardzo długim czasem lotu. 
Douglas DC-7 był bezpośrednim rozwinięciem samolotu Douglas DC-6 wyposażonym w mocniejsze silniki tłokowe, z dodatkowymi układami turbin odzyskujących energię gazów spalinowych do napędu śmigieł. Stanowił odpowiedź na konkurencyjny samolot firmy Lockheed – L-1049 Super Constellation.
Samolot powstawał w okresie wchodzenia na linie komunikacyjne samolotów o napędzie odrzutowym (De Havilland Comet, Boeing 707) i z tego powodu jego rola w przewozach lotniczych była mniejsza niż zakładali to konstruktorzy. 